# Joan of Arc: Siege and the Sword
Joan of Arc: Siege and the Sword  est un jeu vidéo de stratégie développé par The Chip Group et publié à partir de 1988 sur Amiga, Atari ST et IBM PC par Rainbow Arts en Europe et par Brøderbund Software aux États-Unis. Le jeu se déroule pendant la guerre de Cent Ans, en 1428, et le joueur incarne le roi de France Charles VII. Son objectif est de lever une armée afin de reconquérir son royaume et de bouter les Anglais hors de France.

## Accueil
| Joan of Arc              |      |       |
| Média                    | Pays | Notes |
| ACE                      | GB   | 91 %  |
| Amiga Computing          | GB   | 81 %  |
| Amiga User International | GB   | 24/40 |
| The Games Machine        | GB   | 83 %  |
| Zzap!64                  | GB   | 93 %  |